# Shinobu Ohtaka
Shinobu Otaka (大高 忍, Ōtaka Shinobu), née le 9 mai 1983 à Koto-ku, Tokyo, est une mangaka japonaise.

## Biographie
Avant de devenir mangaka, Ohtaka Shinobu dessinait déjà depuis ses années au collège. Elle se voyait comme quelqu'un de timide et qui n'a pas de compétences particulières. Ses notes étaient dans la moyenne et elle restait plutôt en retrait vis-à-vis de sa classe. Elle faisait partie du club de tennis, mais en tant que remplaçante.
Elle trouve sa voie dans le dessin, où elle arrive à se mettre en avant.
C'est à partir de son entrée au lycée qu'elle commence à envoyer ses planches au Shônen Jump. Elle n'avoue ni à ses amis ni sa famille qu'elle rêve de devenir mangaka. Elle continue d'envoyer ses histoires discrètement, cachant la vérité à son entourage. Cependant elle avait peur de ne pas réussir dans cette voie.
En effet, ses œuvres ne plaisaient pas à la maison d'édition, et pour ne rien arranger, sa famille, ses amis ainsi que ses professeurs s'inquiétaient de son avenir, la voyant très peu active et motivée.
Néanmoins elle ne perd pas espoir et gagne un petit prix qui lui sera envoyé par la poste, de sorte que toute sa famille apprend qu'elle dessinait un manga.
Au cours de sa 2e année d'université, elle continue d'envoyer ses planches, sans pour autant intéresser les éditeurs. C'est à partir de là qu'elle arrêtera un certain temps de dessiner, mais sans se rendre compte elle bouclera un récit, qui sera finalement édité.
Elle est éditée par Square Enix dans le magazine Young gangan, avec son manga Sumomomo Momomo, comptant 12 volumes complets.
En juillet 2003, lors du Manga Award 2nd Square Enix Manga Award (ja) sponsorisé par Square Enix, elle a reçu le « Grand Prix de la meilleure œuvre » pour Ashimachi. "Ashimachi" a été publié dans Gangan Powered Autumn 2003, sorti le 22 septembre 2003, et est devenu le premier travail d'Odaka. Au moment de ses débuts, Otaka avait 19 ans.
En 2004, à partir du premier numéro du magazine de manga seinen Young Gangan, la première œuvre sérialisée Sumomomo Momomo - The Strongest Yome on Earth a été sérialisée. Ce sera un succès, comme le dessin anime.
En 2009, il est passé de Young Gangan à Weekly Shōnen Sunday afin de réaliser son rêve de sérialiser dans un magazine manga shonen. Début de la sérialisation du premier tome Magi après le transfert du 27e numéro du même magazine en 2009. Cela a également été animé et est devenu un succès qui a surpassé le travail précédent.
En 2018, transféré de Weekly Shonen Sunday à Weekly Shonen Magazine. Début de la sérialisation de Orient à partir du 26e numéro du même magazine. Après avoir sérialisé jusqu'au 6e numéro de 2021, il a été transféré dans Bessatsu Shōnen Magazine et a repris la sérialisation à partir du numéro de mars 2021 du même magazine.

## Liste de travail

### Séries
- Sumomomo Momomo ~ The Strongest Yome on Earth ~ (Young Gangan 2004 premier numéro - 2009 numéro 4, Square Enix, 12 volumes au total)
- Magi (Weekly Shōnen Sunday n ° 27, 2009-n ° 46, 2017, Shōgakukan, 37 volumes)
  - Magi: The Labyrinth of Sindbad (Weekly Shonen Sunday 2013 No. 23-30 → Ura Sunday 18 septembre 2013 - 2 mai 2018, Dessin: Yoshifumi Odera, Shogakukan, 19 volumes au total)
- Orient (Weekly Shōnen Magazine N ° 26, 2018 - N ° 6 2021 → Bessatsu Shōnen Magazine Mars 2021 - Sérialisé, Kōdansha, 12 volumes déjà publiés)

### One-shot
- Akutachi (Shonen Gangan édition spéciale de septembre 2003, numéro d'automne Gangan Powered, Square Enix)
- Sumomomo Momomo (Shonen Gangan édition spéciale de mars 2004, Gangan YG Ichigo, Square Enix)
- Sumomomo Momomo ~ Le Yome le plus fort du monde ~ Spécial Enfin, le jour où l'interdiction de fabriquer des enfants est levée! ?? (Monthly Shōnen Gangan, numéro d'avril 2007, Square Enix)
- Sumomomo Momomo ~ The Strongest Yome on Earth ~ Special Edition. Sanae 1/2 (Special Edition Young Gangan Vol.01, Square Enix)
- Manami Sensation (Special Edition Young Gangan Vol.02, Square Enix)
- Sumomomo Momomo ~ The Strongest Yome on Earth ~ Special Edition. Black Coffee and Shintaro (Special Edition Young Gangan Vol.03, Square Enix)

### Autre
- Flèche arrière (2021, brouillon de personnage)[4]

## Apparence
- R's Law (Boy Manga for High School Girls, NHK E-Tele 25 mars 2014, participation par commentaire)

## Assistants
- Akira Sugito
- Makoto Akui
- Yoshifumi Odera